# Varea
Varea és un poble del municipi de Logronyo, a la província i comunitat autònoma de La Rioja, Espanya. El 2018 tenia 1866 persones.